# Toryn Green
Toryn Green (3 de novembro de 1975) é um cantor e ator de rock americano. Ele é o ex-vocalista da banda de hard rock Fuel, bem como de Emphatic e For The Taking. Ele também foi o vocalista da banda Apocalyptica e se apresentou em ambas as turnês US Worlds Collide.
Green gravou e lançou dois álbuns de estúdio completos: Angels & Devils (Epic, 2007) com Fuel, e Another Life (Epochal Artists, 2013) com Emphatic.
Em 2016, Green faria sua estréia como ator interpretando o braço direito do vilão Beckett em um filme de ação distópico / sci-fi com tema de skate intitulado Skate God, escrito por Alexander Garcia e dirigido por Art Camacho. Ele também co-escreveria uma música para a trilha sonora do filme com Brian Vodinh of 10 Years. O filme seria rodado em Louisiana, com lançamento previsto para junho de 2017. Green também lançou independentemente quatro singles solo, intitulados "Up To You", "Devil Standing Alone", "Lost in the Light" e "Takedown" digitalmente em todo o mundo.

## Primeiros anos
Toryn foi criado em Palmer, Alasca, onde se formou na Colony High School em 1994. Growing up Green foi inspirado em bandas como Stone Temple Pilots, Bush, Metallica, Tool e Fuel. Seu pai era muito musical e ele diz que se inspirou muito nele. Ele cantava com o pai desde pequeno, mas sua primeira apresentação solo pública foi na Feira Estadual do Alasca. Ele se mudou para a Califórnia em outubro de 1998 para seguir carreira na música.

## Carreira
Green levou suas composições ao palco em sua primeira banda "Patience Worth", com os membros Orion Rainz, Ryan Giles e Cesar Guevarra. Eles gravaram algumas músicas juntos, mas eventualmente a banda estava se movendo em diferentes direções criativas. Com sua próxima banda, a banda de rock do sul da Califórnia Something To Burn, Green ganhou uma competição Rock Beijing Global e foi convidado a tocar para milhares no festival Midi em Pequim em outubro de 2005. Dois meses depois, eles representaram os Estados Unidos na Batalha Mundial de Bandas realizada em Hong Kong. Com a STB Green gravou um EP intitulado The Incinerator, que foi lançado em abril de 2006.

### Com Fuel e Apocalyptica
Green foi escolhido o vocalista da banda de hard rock Fuel entre mais de 1000 inscrições em audições de sites mundiais realizadas no início de 2006 para substituir Brett Scallions. Ele gravou e enviou sua versão da música "Hemorrhage (In My Hands)" duas horas depois de ouvir de um amigo sobre o teste para um site aberto. Pensando que não era o suficiente para se destacar, ele passou a comprar versões instrumentais de "Bad Day" e "Innocent", fez um medley dessas canções com "Hemorrhage", e enviou com um nome diferente. No final, ambas as entradas foram listadas entre os doze finalistas.
Enquanto fazia o teste para o Fuel, Green conheceu Scott Weiland (Velvet Revolver, Stone Temple Pilots), que ficou animado com a gravação que ele havia feito recentemente com o Something To Burn e ofereceu a eles um contrato por meio de seu selo, Softdrive Records. No entanto, mais ou menos na mesma época que a Fuel fez sua oferta, Green teve que decidir entre dois contratos.
Green assinou com a Fuel em julho de 2006, antes de entrar em estúdio para gravar o próximo álbum da banda para a Epic Records de agosto a novembro de 2006. O anúncio oficial de Green ser o próximo frontman do Fuel não foi feito até 19 de abril de 2007, no programa de TV Extra, exatamente um ano após as audições ao vivo em Los Angeles. Ele co-escreveu "Halos of the Son" com Jeff Abercrombie e ex-colega de banda de "Patience Worth", Ryan Giles, e lançou-o em seu álbum Angels & Devils em 7 de agosto de 2007. A banda fez uma turnê para divulgar o álbum até o início de 2008 e apareceu ao vivo no The Tonight Show com Jay Leno e o final da temporada de LA Ink do TLC, onde Green apareceu fazendo uma tatuagem de ambigrama em seu antebraço.
Quando o Fuel entrou em hiato em 2008, Green se juntou à banda finlandesa de violoncelo Apocalyptica como vocalista principal em ambas as partes da turnê Worlds Collide nos Estados Unidos, e novamente na estreia do Apocalyptica na televisão americana no Last Call da NBC com Carson Daly.